# L'Engrenage (film, 1998)
Pour les articles homonymes, voir Engrenage (homonymie).
Pour plus de détails, voir Fiche technique et Distribution.
L'Engrenage ((en allemand : Kurz und schmerzlos), ce qu'on peut traduire par « court et sans douleur ») est un film allemand réalisé par Fatih Akın, sorti en 1998.

## Synopsis
À Altona, une banlieue de Hambourg en Allemagne, Gabriel le Turc, Bobby le Serbe et Costa le Grec sont trois petits voyous d'une vingtaine d'années, liés par une forte amitié.
Gabriel sort de deux ans de prison, et voudrait recommencer une vie honnête : il rêve de réunir assez d'argent en travaillant pour aller s'installer en Turquie. Pendant qu'il était en prison, ses deux amis ont continué leurs larcins, Costa vole toujours et Bobby fait toujours du recel.
Mais Bobby voit plus grand : voulant imiter son héros, Tony Montana dans Scarface, il veut se mettre au service d'un mafieux albanais, pensant ainsi entamer son ascension dans le milieu. Bobby a une petite amie, Alice, une belle fille issue d'un milieu différent. Elle arrive à accepter Bobby comme il est, mais lorsqu'elle apprend que le chef mafieux qu'il s'est choisi comme patron est un proxénète, elle se fâche avec Bobby et est alors attirée par Gabriel.
Costa, quant à lui, s'est fait larguer par sa petite amie, Ceyda, la sœur de Gabriel. Celle-ci s'est tournée vers un garçon ayant des activités plus honnêtes et stables. Gabriel encourage Costa à prendre un emploi au tri postal, mais celui-ci vole un paquet. Le pendentif qu'il contient est une croix, et Costa y voit un signe du ciel indiquant qu'il lui faut arrêter de voler.
Pendant ce temps, Bobby demande à son chef mafieux qu'il lui confie un marchandage d'armes. Le mafieux refuse dans un premier temps, le jugeant trop peu expérimenté. Bobby essaye d'entraîner Costa dans ce marchandage. Gabriel tente sans succès d'empêcher ses deux amis d'être embrigadés dans cette affaire.
L'affaire tournera très mal, mettant à l'épreuve leur amitié

## Fiche technique
- Titre : L'Engrenage
- Titre original : Kurz und schmerzlos
- Réalisation : Fatih Akin
- Scénario : Fatih Akin
- Photographie : Frank Barbian (BVK)
- Montage : Andrew Bird
- Pays d'origine : Allemagne
- Format : Couleurs - 1,85:1 - Dolby - Super 16mm avec gonflage 35 mm
- Genre : Thriller
- Durée : 100 minutes
- Date de sortie : 1998

## Distribution
- Mehmet Kurtuluş : Gabriel
- Aleksandar Jovanovic (de) : Bobby
- Adam Bousdoukos : Costa
- Regula Grauwiller : Alice
- İdil Üner : Ceyda
- Ralph Herforth : Muhamer
- Oscar Ortega Sánchez (de) : vendeur d'armes
- Marc Hosemann (en) : Sven
- Cem Akin (de) : frère de Gabriel
- Sükriye Dönmez (de) : sa femme
- Mustafa Enver Akin : père de Gabriel
- Hadiye Akin : mère de Gabriel
- Fatih Akin : Nejo

## Production

### Genèse du film
L'histoire est inspirée, de plus ou moins loin, par une situation connue par Fatih Akin dans sa jeunesse : à cette époque, il est attiré par les bandes, fréquente quelques voyous.
Fatih Akin a alors un ami grec, Adam Bousdoukos, et un ami serbe, Tommy, fasciné par les films de mafiosi (Le Parrain, Scarface…). Son ami serbe ayant eu une embrouille avec des malfrats, le conduisant à fuir l'Allemagne pour Belgrade, Fatih Akin s'était demandé ce qu'ils auraient pu faire si jamais il avait fallu lui venir en aide. Il eut ainsi l'idée d'écrire ce scénario et de broder sur ce thème.
Fatih Akin a écrit la première mouture du scénario en 1993, alors qu'il était encore au lycée.
À l'époque, il rêvait de devenir acteur en écrivant un scénario et en jouant le premier rôle, comme l'avait fait Sylvester Stallone avec Rocky (il comptait jouer le rôle du Turc Gabriel…).
C'est en apportant son scénario à la maison de production qu'il met un pied dans le cinéma : les producteurs sont intéressés par son scénario, et par l'énergie de ce jeune pas encore sorti de l'école,. La maison de production lui permettra de travailler comme stagiaire, de s'inscrire parallèlement à l'université pour étudier le cinéma, et surtout de se faire la main en réalisant deux courts-métrages.
Bien que la maison de production ait apprécié le scénario dès sa réception fin 1993, le film ne sera tourné qu'en 1997.

### Influences
Pour réaliser ce premier long métrage, Fatih Akin s'est inspiré de nombreux films, en particulier du cinéma américain des années 1970 (Scorsese…). Le producteur du film a notamment fait visionner Mean Streets à son futur jeune metteur en scène, mais aussi dans un autre genre, Rocco et ses frères, pour lui donner des idées.
Fatih Akin réalise d'ailleurs dans L'engrenage un quasi-décalque d'une scène de Mean Streets (au sujet de cette scène, il explique : « il vaut mieux bien copier que mal copier… »). C'est la scène où Costa, en route pour venger son ami, marche trop vite en bousculant les piétons, et se bat avec l'un d'eux qui ose protester. On trouve la même scène dans Mean Streets, jouée par Robert De Niro.
Il dit aussi s'être inspiré de La haine de Kassovitz, du Thé au harem d'Archimède et également de Tchao Pantin, qui l'avait beaucoup marqué quand il l'avait vu à l'âge de 12 ans, et auquel il a emprunté l'ambiance nocturne.

### Casting
Le casting a pris près d'un an. Fatih Akin renonce assez vite à jouer le rôle de Gabriel, ce qui lui permet de se consacrer pleinement à la réalisation de son premier long-métrage.
Bien que le personnage du Grec Costa soit inspiré par l'ami de jeunesse de Fatih Akin, Adam Bousdoukos, les producteurs étaient réticents à l'idée de confier le rôle à Bousdoukos, le jugeant trop peu expérimenté, et il dut faire ses preuves au casting.
Mehmet Kurtulus avait déjà joué dans Getürkt, un des courts-métrages de Fatih Akin, et le rôle de Ceyda avait été modifié pour qu'Idil Üner le joue : Akin avait rencontré l'actrice lors d'un court-métrage éducatif qu'ils avaient interprété ensemble.
Le rôle d'Alice a été le plus dur à distribuer, Akin expliquant que c'est le seul personnage inventé de toutes pièces, pour lequel il n'avait pas de modèle en tête. Regula Grauwiller qui joue Alice a finalement rejoint la distribution in extremis deux semaines après le début du tournage.
Le père, la mère et le frère de Gabriel sont joués par le père, la mère et le frère de Fatih Akin. La future femme de Fatih Akin, Monique, fait aussi une brève apparition dans le rôle de la vendeuse de l'agence de voyage, qui veut remplacer l'aller-simple pour la Turquie de Gabriel par un aller-retour.
Fatih Akin interprète finalement Nejo le dealer, à la suite du désistement de l'acteur prévu pour le rôle.

### Tournage
Le film est tourné fin 1997, en à peu près trente jours de tournage et pour un peu plus d'un million de deutschemarks.
Lors de l’affrontement final, il était écrit dans le scénario que Costa devait survivre, porté par l’espoir de reconquérir le cœur de Ceyda.
Or, même si on ne voit pas mourir Costa dans le film, la façon dont la scène a été tournée laisse peu d’espoir au spectateur sur l’avenir du personnage. 
Le problème survint pendant le tournage : l’acteur Ralph Herforth jouant le mafieux albanais se réjouissait d’avance de tourner cette scène, et donna davantage de coups de couteaux que prévu, et avec un peu trop d’entrain. En visionnant la scène, l’équipe comprit tout de suite que cela rendait la survie de Costa peu crédible. La scène fut tournée à nouveau, mais sans parvenir à régler le problème.

### Bande originale
La musique originale est composée par Ulrich Kodjo Wendt et s'inspire à la fois du jazz et des origines balkaniques des trois personnages principaux (serbe, turc et grec)...
Costa chante à trois reprises la même chanson grecque dans le film (lorsque sa petite amie le quitte, puis quand les trois amis sont réunis pour une soirée vidéo, et à la fin du film).
Il s'agit de To minore tis avgis (en grec : το μινόρε της αυγής ).
On peut aussi entendre deux chansons de la chanteuse turque Sezen Aksu dans le film, une lors de la scène d'amour (Davet), l'autre pendant le générique de fin (Kavaklar). La plupart des films de Fatih Akin (Head-On, De l'autre côté, Julie en juillet, ainsi que son documentaire sur la musique turque Crossing the Bridge - The Sound of Istanbul…) contiennent aussi des chansons de cette chanteuse.

### Restauration et Re-distribituion
En septembre, octobre 2019 le film a connu une restauration financé par le distributeur Warner Bros, et effectué sur la base d'un scan en 2K chez Optical Art, Hambourg par le coloriste Ronney Afortu, Fatih Akin et son directeur de la photographie Frank Barbian. Mettant sa documentation à contribution, ce dernier à rappelé les intentions artistiques initiales de l'image qui n'ont jamais été finalisées par la production. Enthousiasmé par les premiers essais, Akin est convaincu de voir pour la première fois la vraie image du film. Ce sera la version définitive du film restauré et re-distribué à partir du 2 octobre 2020.

## Récompenses
- Festival international du film de Thessalonique 1998 : meilleur acteur pour Mehmet Kurtulus.
- Prix d'interprétation pour Aleksandar Jovanovic au Festival Premiers Plans d'Angers[8].
- Léopard de bronze au festival de Locarno : prix d'interprétation conjoint pour Mehmet Kurtulus, Aleksandar Jovanovic et Adam Bousdoukos[9].
- Prix Adolf Grimme en 2001 pour la mise en scène de Fatih Akin et l'interprétation de Mehmet Kurtulus, Aleksandar Jovanovic et Adam Bousdoukos.
- Prix du film bavarois (Bayerischer Filmpreis), meilleur jeune réalisateur pour Fatih Akin.